# Tim Gane
Timothy John Gane, meglio conosciuto come Tim Gane (Ilford, 12 luglio 1964), è un chitarrista britannico membro fondatore degli Stereolab assieme all'ex compagna Lætitia Sadier.

## Biografia

### Primi anni di carriera
Nato a Ilford, nell'Essex, Gane iniziò la sua carriera durante i primi anni 1980 suonando musica sperimentale e rumorista assieme agli Uncommunity, che pubblicarono diverse cassette autofinanziate per la Black Dwarf.
Successivamente, Gane entrò a far parte dei McCarthy, che furono attivi dal 1985 al 1990.

### Stereolab
Durante i primi anni novanta, Gane formò gli Stereolab assieme alla cantante Lætitia Sadier. Il primo nucleo della band comprendeva anche l'ex bassista dei Chills Martin Kean, il batterista Joe Dilworth, e Gina Morris, anch'essa cantante. Dal 1994 al 2004 gli Stereolab pubblicarono musica per la major americana Elektra. La band si sciolse nel 2009 e, nel 2019, organizzarono una tournée per promuovere le ristampe in vinile dei loro dischi.
Nel frattempo, nel 1997, Gane ed altri due musicisti degli Stereolab, ovvero Sean O'Hagan ed Andy Ramsay, avevano inaugurato il progetto parallelo Turn On, che pubblicò un album omonimo.

### Cavern of Anti-Matter
Durante l'inverno del 2012, Tim Gane, Dilworth e Holger Zapf formarono i Cavern of Anti-Matter, il cui stile fonde «hauntology, sperimentalismo continentale e rifrazioni psych». Dopo aver esordito con Blood-Drums (2013), i Cavern of Anti-Matter registrarono Void Beats/Invocation Trex (2016), pubblicato per la Duophonic e che vede la partecipazione di Bradford Cox, Peter Kember e Jan St. Werner dei Mouse on Mars. Durante le loro apparizioni live, il gruppo si riduce a duo. I Cavern of Anti-Matter scrissero anche le musiche della commedia horror In Fabric (2018) del regista britannico Peter Strickland. La colonna sonora verrà pubblicata due anni più tardi.
Nel 2014 Gane curò la raccolta Kollektion 1, pubblicata dalla Bureau B e contenente tracce firmate dagli artisti scritturati dall'etichetta krautrock Sky Records. Nel 2016, la rivista Fact invitò Gane a realizzare uno dei suoi Fact Mix.

## Discografia parziale

### Nei gruppi

#### Con gli Uncommunity
- 1983 – Mindretch
- 1986 – Across the Stagnant Pond

#### Con gli Stereolab
- 1992 – Peng!
- 1993 – Transient Random-Noise Bursts with Announcements
- 1994 – Mars Audiac Quintet
- 1996 – Emperor Tomato Ketchup
- 1997 – Dots and Loops
- 1999 – Cobra and Phases Group Play Voltage in the Milky Night
- 2001 – Sound-Dust
- 2004 – Margerine Eclipse
- 2008 – Chemical Chords
- 2010 – Not Music

#### Con i Cavern of Anti-Matter
- 2013 – Blood-Drums
- 2016 – Void Beats/Invocation Trex
- 2018 – Hormone Lemonade

## Colonne sonore
- La vie d'artiste, (2007, con Sean O'Hagan)
- Copacabana, (2010, con Sean O'Hagan)
- In Fabric, (2018, con i Cavern of Anti-Matter)